# Kováts Béla
Kováts Béla (Budapest, 1953. április 12. –) magyar színész.

## Életpályája
1977-ben végzett a Színház- és Filmművészeti Főiskolán és pályáját a szolnoki Szigligeti Színházban kezdte. 1979-től a Népszínház társulatának volt a tagja. 1981-től szabadfoglalkozású színművész. 1984-ben megalapította a Lencse Színpad magántársulatot. 1988-tól a szabadfoglalkozású színészek és előadóművészek  szakszervezeti csoportjának egyik alapítója és vezetője.

## Fontosabb színházi szerepei
- Friedrich Dürrenmatt: Az öreg hölgy látogatása.... Karl, Ill fia
- Fazekas Mihály – Schwajda György: Ludas Matyi.... Ludas Matyi
- Bródy Sándor: A tanítónő.... orvos
- Bíró Lajos: Sárga liliom.... Illésházy gróf
- Tóth Miklós: Kutyaszorító.... Tubai
- Nóti Károly: Maga lesz a férjem.... Mr. R. P.
- Grimm fivérek: Hamupipőke.... király

## Önálló estjei
- Újrakezdés
- Kay Szanasz, more? (cigány-est)
- Múlt és jövő (zsidó-est)
- Magyar atom (Moldova György-est)
- Az idő (gondolatok a predesztinációról)

## Filmek, tv
- Bölcsek köve
- Wallenberg
- Szomszédok (sorozat)

- 165. rész (1993) ... Rendőr
- 237. rész (1996) ... Sofőr